# 心愿报春
心愿报春（学名：Primula optata），为报春花科报春花属下的一个植物种。生长于高山湿草地、林缘和石缝中，海拔3200-4500米。